# Gomul Catena

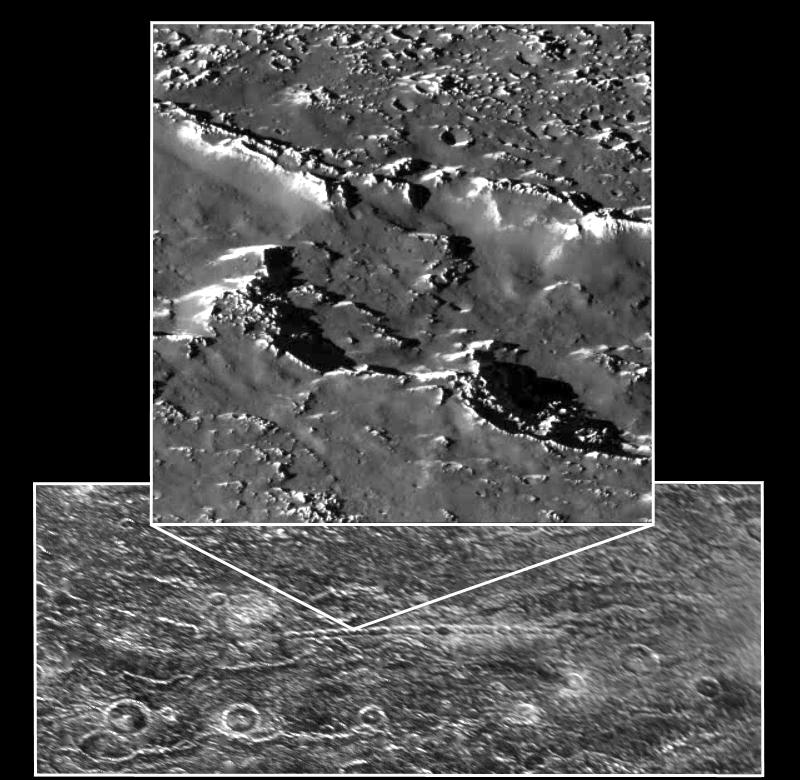
Gomul Catena en Calisto.

Gomul Catena es un accidente geológico de Calisto, un satélite de Júpiter, el tercer mayor satélite del sistema solar. Tal como indica su nombre, es una Catena, es decir, cadenas de cráteres de impacto, probablemente formadas por fragmentos de cuerpos que se dividieron a causa de la gran fuerza de marea que ejerce Júpiter, tal como pasó con el cometa Shoemaker-Levy 9 entre los años 1992-1994. Estos son acontecimientos que se repiten aproximadamente cada 275 años.
Hay ocho catenas prominentes en Calisto. Gomul Catena es de unos 350 km de longitud, con cráteres como mínimo de 25 km de diámetro. Está situada en la parte norte de la gigantesca estructura anillada Valhalla. Se cree que, los cráteres que forman este relativamente modesto accidente geográfico, se formaron de este a oeste, cosa que indica que los fragmentos del cuerpo que supuestamente impactaron para formarla, empezaron a hacerlo por el este.